# 소치도
소치도(所致島, 小知島)는 경상남도 남해군 상주면 상주리에 있는 섬이다. 특정도서로 지정하여 관리되고 있다.

## 특정도서
세존도는 지형·경관이 우수하고, 상록활엽수림의 자연성이 우수하고, 멸종위기동물인 매가 서식하고 있어 독도 등 도서지역의 생태계보전에 관한 특별법에 의거 특정도서로 지정되었다.
- 지정번호 : 제34호
- 면적 : 35,546m2
- 지번 : 경상남도 남해군 상주면 상주리 산444